# جوزف سلپیان
جوزف سلپیان (انگلیسی: Joseph Slepian؛ مهندس برق، ریاضی‌دان و مخترع اهل ایالات متحده آمریکا بود. وی همچنین برندهٔ جوایزی همچون مدال ادیسون انجمن مهندسان برق و الکترونیک شده‌است.